# Bucklandiella sudetica
Bucklandiella sudetica, syn. Racomitrium sudeticum — вид мохів порядку гріміальних (Grimmiales).

## Поширення
Батьківщиною є Європа, Північна Америка, Південна Америка, Азія.
Населяє сухі, відкриті або захищені кислі скелі, валуни, виступи скель і кам’янистий ґрунт у полях, рідше у вологих місцях, поверхні скель і в тріщинах, кам’янистий або гравійний ґрунт серед валунів і гальки, добре дреновані осипи та схили пагорбів, іноді ґрунт; на висотах від 0 до 3600 м.

## Характеристика
Рослини досить стрункі але жорсткі, рідко міцні, утворюють пухкі чи щільні подушки, пучки чи килимки, тьмяні, різного кольору, оливково- або жовтувато-зелені, жовтувато- або оранжево-коричневі до оливкових дистально, коричневі чи чорно-коричневі проксимально. Стебла заввишки (0.5)1.5–4.5(8) см, прямовисні чи висхідні, рідше лежачі, зазвичай слабо розгалужені чи майже нерозгалужені. Листки прямовисно-притиснуті в сухому стані, від прямовисних до розпростертих у вологому, від ланцетних до вузько-яйцювато-ланцетних, (1.2)1.5–2.3(-2.8) × 0.4–0.8 мм; краї широко загнуті до 1/2–3/4 довжини листа з одного боку, вузько і коротко загнуті або плоскі з іншого боку; остюки товсті, від зубчастих до городчастих, від прямовисних до прямовисно-зігнутих, 0.15–0.4 мм. 
Коробочкові ніжки від жовтого до коричневого забарвлення, 2–3.5 мм. Коробочка коричнева, від тьмяної до блискучої, яйвата, довгаста чи довгасто-циліндрична, гладка, (0.7)1.1–1.6 × 0.4–0.65 мм. Спори (10)12–16(18) мкм.